# Ephedra gracilis
Ephedra gracilis — вид гнетоподібних з родини ефедрових (Ephedraceae). Місцем проживання цього виду є Чилі (Атакама, Кокімбо).